# Никелодеон Студиос
Никелодеон Студиа (на английски: Nickelodeon Studios) е бивше филмово студио и парк на Никелодеон, работело в периода 1990 – 2005 г. Местоположението му е в Юнивърсъл Студиа, Флорида. Създадено е на 27 октомври 1990 г. и закрито на 30 април 2005 г.

## История
През 1988 година, Никелодеон решава да създаде първото си свое студио – Никелодеон Студиос. Никелодеон се обединява с Юнивърсъл Студиос в Орландо. През пролетта на 1989 г., в Никелодеон Студиос се снима първото им шоу – „Super Sloppy Double Dare“. На 7 юни 1990 г. Никелодеон Студиос е официално открит. Откриването се състои в парка на студиото с 3-часова церемония, която се предава на живо по Никелодеон. По време на откриването на студиото са пуснати гейзерите със зелена слуз. На 30 април 1992 г. е организирано събитие, в което деца избират различни неща, които да сложат във времевата капсула, която да не се отваря до 30 април 2042 година. В Никелодеон Студиос са направени много игрални шоута и анимации за Никелодеон и Ник син (Nick Jr.).

## Затваряне
След като Никелодеон откриват 2 нови студия, започват да се фокусират повече към анимационните предавания, отколкото към игралните. Капсулата на времето бива скрита. На 30 април 2005 година студиото е закрито. По-късно на негово място се открива киното Blue Man Group Sharp Aquos Theatre.